# Bonifazio Bevilacqua Aldobrandini
Bonifazio Bevilacqua Aldobrandini (1571. – 1627.) bio je talijanski biskup i kardinal.
Dana 16. veljače 1601. ostavio je kardinalski naslov crkve svete Anastazije i optirao za kardinalski naslov hrvatske crkve svetog Jeronima u Rimu. Naslovnikom crkve svetog Jeronima bio je 21. kolovoza 1611., kad je ponovno optirao za crkvu svete Priske.

### Članci
- Bogdan, Jure. 2005. Hrvatska crkva svetog Jeronima u Rimu i njezini kardinali naslovnici. Crkva u svijetu. Sveučilište u Splitu - Katolički bogoslovni fakultet. Split. 40 (2): 187–205